# Teresa Socha-Lisowska
Pour les articles homonymes, voir Socha (homonymie).
Teresa Socha-Lisowska (Lviv 16 avril 1928 – Cracovie 10 février 2010) est un médecin et une poétesse polonaise, fille de Stanislaw Socha, ingénieur dans un puits de pétrole, et de Maria Walter, institutrice.

## Notice biographique
Elle passe son enfance à Brelikow près de Ustrzyki Dolne où son père travaille, et y demeure pendant l’occupation allemande puis soviétique. Elle se trouve très affectée par la disparition brutale de son frère cadet Zygmus en 1943 à la suite d'une leucémie foudroyante. Après l’arrivée des troupes soviétiques en 1944, elle suit les siens à Lviv. Puis toute la famille est rapatriée à Cracovie. En 1946, elle passe le baccalauréat au lycée de la Sainte Famille à Cracovie et s’inscrit à la faculté de mathématiques et biologie de l’université Jagellonne. En 1947, elle rejoint les bancs de la Faculté de médecine. De 1952 à 1957 elle s’exerce au métier à l’hôpital Gabriel Narutowicz et obtient son diplôme de médecin avec pour spécialité la gynécologie. Ensuite elle travaille dans un dispensaire de Nowa Huta où elle rencontre et soigne des petites gens, expérience qui va la marquer profondément sur le plan humain, spirituel et littéraire. De 1965 à 1969 elle étudie la philosophie et la théologie à l’université catholique de Lublin. De 1972 à 1974, elle soigne les malades aux urgences de l'hôpital de Krakow-Podgorze. En 1974, elle émigre à Paris. Douloureuse expérience de l’exil, déracinement, vie professionnelle chaotique, attention fraternelle aux marginaux et vie de foi intense mais pleine de ronces.
Elle termine sa vie dans une quasi solitude malgré la présence de ses enfants et minée par une grave maladie qui l’emporte le 10 février 2010. Elle est enterrée au cimetière Rakowicki à Cracovie.

## Vie littéraire
Membre du mouvement littéraire Muszyna, cofondatrice de Barbarus ainsi que du prix Andrzej Bursa, elle entame sa carrière littéraire dans les publications Mloda Rzeczpospolita ainsi que Dziennik Polski (1947). Ses poèmes sont publiés notamment Kamenia, Kultura, Poezja, Swiat Mlodych, Tygodnik Powszechny, Tworczosc, Zebra, Wspolczesnosc et Zycie Literackie.

## Anthologies
- Ziemia rzeczywista. Współczesna poezja polska na estradzie, Warszawa 1964
- Krakowski almanach młodych, Wydawnictwo Literackie, Kraków 1964
- "Pierścień, peleryna, pióro", Poetyckie nagrody 1959-1966, Gdynia 1968
- "Antologia polskiej poezji miłosnej", t. II., Sponsor, Kraków 1992
- "Lyrisches Quintett", Suhrkamp Verlag 1992 (tłum. Karl Dedecius)
- XXIII Krakowska Noc Poetów, Związek Literatów Polskich, Kraków 1995
- W imię miłości. Antologia wierszy miłosnych poetek polskich, Oficyna Wydawniczo-Poligraficzna Adam, Warszawa 1995
- Czarna cytryna, w: Proza, proza, proza, t. I., Związek Literatów Polskich, Kraków 1995

## Émissions radiophoniques
- Dzień po Wszystkich Świętych, II pr. Polskiego Radia (1971)

## Quelques critiques consacrées à son œuvre
- B. Biernacka, Dwie poetki z Krakowa, w: Nowe Książki, 1959, nr 5
- P. Kuncewicz, Rokoko makabryczne, w: Współczesność, 1959, nr 17
- A.Stern, Poezja Młodych, w: Życie Literackie, 1959, nr 43
- J. Trznadel, Dwie poetki, w: Nowa Kultura, 1959, nr 24
- S. Kryska, Damska poezja, w: Współczesność, 1963, nr 17
- J. Kwiatkowski, Koszmary i przedmieścia, w: Twórczość, 1969, nr 4
- M. Skwarnicki, Ziemia jest rajem, w: Tygodnik Powszechny, 1970, nr 8
- T. Walas, Głos kobiecy, w: Nowe Książki, 1970, nr 15
- A.Włodek, Postawy, źródła, refleksje, w: Życie Literackie, 1970, nr 6
- P. Kuncewicz: Teresa Socha-Lisowska, w: Agonia i nadzieja, t. III. Warszawa 1993, BGW